# Filmografia lui Robin Williams

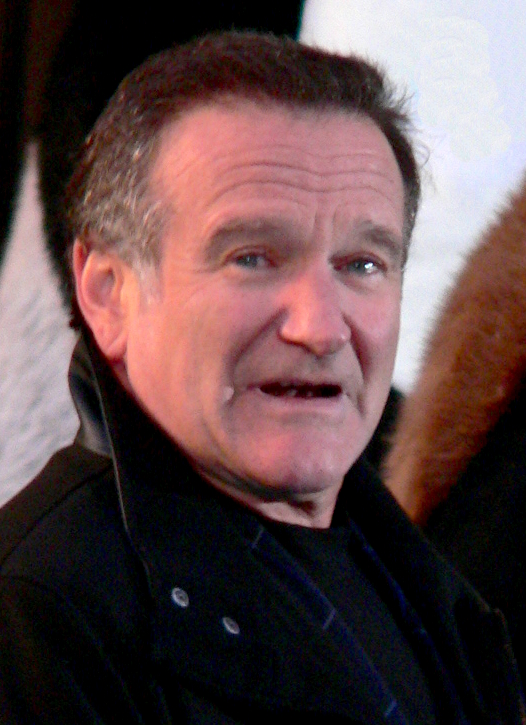
Williams în 2006 la premiera filmului Happy Feet din Londra.

Robin Williams (n. 21 iulie 1951 – d. 11 august 2014) a fost un comic și actor american.  Ceea ce urmează este o filmografie a lucrărilor sale de-a lungul întregii sale vieți. Williams a lucrat și la câteva filme și seriale de televiziune și a câștigat Premiul Oscar pentru cel mai bun actor în rol secundar pentru filmul din 1997 Good Will Hunting.

## Film
| An   | Titlu                                                                | Rol                                        | Note |
| ---- | -------------------------------------------------------------------- | ------------------------------------------ | --- |
| 1977 | Can I Do It 'Till I Need Glasses?                                    | Rolul său                                  | |
| 1980 | Popeye                                                               | Popeye                                     | |
| 1982 | The World According to Garp (Lumea văzută de Garp)                   | T.S. Garp                                  | |
| 1983 | The Survivors (Supraviețuitorii)                                     | Donald Quinelle                            | |
| 1984 | Moscow on the Hudson (Departe de Moscova)                            | Vladimir Ivanov                            | Nominalizare – Golden Globe Award for Best Actor – Motion Picture Musical or Comedy |
| 1986 | Seize the Day                                                        | Tommy Wilhelm                              | |
| 1986 | Club Paradise (Clubul Paradise)                                      | Jack Moniker                               | |
| 1986 | The Best of Times (Meciul secolului)                                 | Jack Dundee 2                              | |
| 1987 | Good Morning, Vietnam (Bună dimineața, Vietnam)                      | Adrian Cronauer                            | - Golden Globe Award for Best Actor – Motion Picture Musical or Comedy - Nominalizare – Academy Award for Best Actor - Nominalizare – BAFTA Award for Best Actor in a Leading Role - Nominalizare – American Comedy Award for Funniest Actor in a Motion Picture (Leading Role) - Nominalizare – Sant Jordi Award for Best Foreign Actor                                                     |
| 1988 | The Adventures of Baron Munchausen (Aventurile Baronului Munchausen) | Regele Lunii                               | - Menționat ca Ray D. Tutto - Nominalizare – American Comedy Award for Funniest Supporting Actor in a Motion Picture |
| 1988 | Portrait of a White Marriage                                         | Vânzător de ventilatoare                   | Nemenționat |
| 1988 | Rabbit Ears: Pecos Bill                                              | Narator                                    | Rol de voce |
| 1989 | Dead Poets Society (Cercul poeților dispăruți)                       | John Keating                               | Nominalizare – Academy Award for Best Actor Nominalizare – BAFTA Award for Best Actor in a Leading Role Nominalizare – David di Donatello Award for Best Foreign Actor Nominalizare – Golden Globe Award for Best Actor – Motion Picture Drama |
| 1989 | I'm from Hollywood                                                   | Rolul său                                  | |
| 1990 | Cadillac Man                                                         | Joey O'Brien                               | |
| 1990 | Awakenings (Revenire la viață)                                       | Dr. Malcolm Sayer                          | National Board of Review Award for Best Actor (tied with Robert De Niro) Nominalizare – Chicago Film Critics Association Award for Best Actor Nominalizare – Golden Globe Award for Best Actor – Motion Picture Drama |
| 1990 | Back to Neverland                                                    | Rolul său                                  | |
| 1991 | Dead Again                                                           | Doctor Cozy Carlisle                       | |
| 1991 | The Fisher King (Regele pescar)                                      | Henry "Parry" Sagan                        | Golden Globe Award for Best Actor – Motion Picture Musical or Comedy Nominalizare – Academy Award for Best Actor Nominalizare – American Comedy Award for Funniest Actor in a Motion Picture (Leading Role) Nominalizare – Saturn Award for Best Actor |
| 1991 | Hook                                                                 | Peter Banning/Peter Pan                    | |
| 1991 | Rabbit Ears: The Fool and the Flying Ship                            | Narator                                    | Rol de voce |
| 1992 | Toys                                                                 | Leslie Zevo                                | Nominalizare – Saturn Award for Best Actor |
| 1992 | Aladdin                                                              | Gin / Negustor                             | Rol de voce Saturn Award for Best Supporting Actor Special Golden Globe Award MTV Movie Award for Best Comedic Performance |
| 1992 | The Timekeeper                                                       | The Timekeeper                             | Rol de voce Film Circle-Vision 360°. |
| 1992 | FernGully: The Last Rainforest (Ultima pădure tropicala)             | Batty Koda                                 | Rol de voce |
| 1992 | Shakes the Clown                                                     | Instructor de clasă de mimă                | |
| 1993 | Mrs. Doubtfire (Doamna Doubtfire, tăticul nostru trăsnit)            | Daniel Hillard / Mrs. Euphegenia Doubtfire | American Comedy Award for Funniest Actor in a Motion Picture (Leading Role) Blimp Award for Favorite Movie Actor Golden Globe Award for Best Actor - Motion Picture Musical or Comedy MTV Movie Award for Best Comedic Performance Nominalizare – MTV Movie Award for Best Male Performance                                                                                                  |
| 1994 | Being Human (Călător prin timp)                                      | Hector                                     | |
| 1994 | In Search of Dr. Seuss                                               | Părinte                                    | |
| 1995 | Jumanji                                                              | Alan Parrish                               | Nominalizare – Blimp Award for Favorite Movie Actor Nominalizare – Saturn Award for Best Actor |
| 1995 | To Wong Foo, Thanks for Everything! Julie Newmar (Trei puicuțe)      | John Jacob Jingleheimer Schmidt            | Nemenționat |
| 1995 | Nine Months                                                          | Dr. Kosevich                               | Nominalizare – American Comedy Award for Funniest Supporting Actor in a Motion Picture |
| 1996 | Aladdin and the King of Thieves (Aladdin și Regele Hoților)          | Gin                                        | Rol de voce |
| 1996 | Hamlet                                                               | Osric                                      | |
| 1996 | The Secret Agent (Agentul secret)                                    | Profesor                                   | |
| 1996 | Jack                                                                 | Jack Powell                                | Nominalizare – Blimp Award for Favorite Movie Actor |
| 1996 | The Birdcage (Cabaret în familie)                                    | Armand Goldman                             | Screen Actors Guild Award for Outstanding Performance by a Cast in a Motion Picture Nominalizare – MTV Movie Award for Best Comedic Performance Nominalizare – MTV Movie Award for Best On-Screen Duo (shared with Nathan Lane) |
| 1997 | Good Will Hunting                                                    | Sean Maguire                               | Academy Award for Best Supporting Actor Screen Actors Guild Award for Outstanding Performance by a Male Actor in a Supporting Role Nominalizare – Golden Globe Award for Best Supporting Actor – Motion Picture Nominalizare – Screen Actors Guild Award for Outstanding Performance by a Cast in a Motion Picture Nominalizare – Satellite Award for Best Supporting Actor – Motion Picture |
| 1997 | Flubber                                                              | Profesor Philip Brainard                   | Blockbuster Entertainment Award for Favorite Actor/Actress – Family Nominalizare – Blimp Award for Favorite Movie Actor |
| 1997 | Deconstructing Harry (Viața lui Harry)                               | Mel                                        | |
| 1997 | Fathers' Day (Un tată în plus)                                       | Dale Putley                                | |
| 1998 | Patch Adams (Patch Adams, un doctor trăsnit)                         | Hunter "Patch" Adams                       | Nominalizare – American Comedy Award for Funniest Actor in a Motion Picture (Leading Role) Nominalizare – Golden Globe Award for Best Actor – Motion Picture Musical or Comedy Nominalizare – Satellite Award for Best Actor – Motion Picture Musical or Comedy |
| 1998 | Junket Whore                                                         | Rolul său                                  | |
| 1998 | What Dreams May Come (O iubire fără sfârșit)                         | Chris Nielsen                              | |
| 1999 | Bicentennial Man (Omul bicentenar)                                   | Andrew Martin                              | Nominalizare – Blimp Award for Favorite Movie Actor Nominalizare – Blockbuster Entertainment Award for Favorite Actor – Comedy Nominalizare – Golden Raspberry Award for Worst Actor |
| 1999 | Jakob the Liar (Jakob mincinosul)                                    | Jakob Heym / Narator                       | Nominalizare – Golden Raspberry Award for Worst Actor |
| 1999 | Get Bruce                                                            | Rolul său                                  | |
| 2000 | Model Behavior                                                       | Faremain                                   | |
| 2001 | A.I. Artificial Intelligence (Inteligență artificială)               | Dr. Know                                   | Rol de voce |
| 2002 | The Rutles 2: Can't Buy Me Lunch                                     | Hans Hänkie                                | |
| 2002 | Insomnia                                                             | Walter Finch                               | Nominalizare – Saturn Award for Best Supporting Actor |
| 2002 | Death to Smoochy (Ucideți-l pe Smoochy)                              | "Rainbow" Randolph Smiley                  | Nominalizare – Golden Raspberry Award for Worst Supporting Actor |
| 2002 | One Hour Photo (Obsesia)                                             | Seymour "Sy" Parrish                       | Fangoria Chainsaw Award for Best Leading Actor Saturn Award for Best Actor Nominalizare – Broadcast Film Critics Association Award for Best Actor Nominalizare – Dallas-Fort Worth Film Critics Association Award for Best Actor Nominalizare – Online Film Critics Society Award for Best Actor Nominalizare – Satellite Award for Best Actor – Motion Picture Drama                        |
| 2004 | Noel (Crăciun)                                                       | Charlie Boyd                               | Nemenționat |
| 2004 | House of D (Casa D )                                                 | Pappass                                    | |
| 2004 | The Final Cut (Memorie finală)                                       | Alan W. Hakman                             | |
| 2005 | The Big White (Marele Alb)                                           | Paul Barnell                               | |
| 2005 | Robots (Roboți)                                                      | Fender                                     | Rol de voce Nominalizare – Blimp Award for Favorite Voice from an Animated Feature Nominalizare – Visual Effects Society Award for Outstanding Performance by an Animated Character in an Animated Motion Picture |
| 2005 | The Aristocrats                                                      | Rolul său                                  | |
| 2006 | Man of the Year (Din greșeală, președinte)                           | Tom Dobbs                                  | |
| 2006 | Night at the Museum (O noapte la muzeu)                              | Theodore Roosevelt                         | |
| 2006 | Happy Feet (Happy Feet - Mumble cel mai tare dansator)               | Ramon / Lovelace                           | Rol de voce |
| 2006 | Everyone's Hero                                                      | Napoleon Cross                             | Rol de voce |
| 2006 | RV (Excursie cu surprize)                                            | Bob Munro                                  | |
| 2006 | The Night Listener (Un ascultător în noapte)                         | Gabriel Noone                              | |
| 2007 | License to Wed (Permis de căsătorie)                                 | Reverend Frank                             | |
| 2007 | August Rush                                                          | Maxwell "Wizard" Wallace                   | |
| 2009 | Shrink                                                               | Jack Holden                                | |
| 2009 | World's Greatest Dad (Cel mai bun tătic din lume)                    | Lance Clayton                              | |
| 2009 | Night at the Museum: Battle of the Smithsonian (O noapte la muzeu 2) | Theodore Roosevelt                         | |
| 2009 | Old Dogs (Vechi tovarăși)                                            | Dan Rayburn                                | |
| 2011 | Happy Feet Two (Happy Feet 2: Mumble Dansează Din Nou)               | Ramon / Lovelace                           | Rol de voce |
| 2011 | Stage Left: A Story of Theater in the Bay Area                       | Rolul său                                  | Documentar |
| 2013 | The Big Wedding (Nuntă cu peripeții)                                 | Father Monighan                            | |
| 2013 | The Face of Love                                                     | Roger                                      | |
| 2013 | The Butler (Majordomul)                                              | Dwight D. Eisenhower                       | |
| 2014 | The Angriest Man in Brooklyn                                         | Henry Altmann                              | |
| 2014 | Night at the Museum: Secret of the Tomb                              | Theodore Roosevelt                         | Post-producție |
| 2014 | Boulevard                                                            | Nolan Mack                                 | |
| 2014 | Merry Friggin' Christmas                                             | Mitch                                      | Post-producție |
| 2015 | Absolutely Anything                                                  | Dennis Câinele                             | Rol de voce |

## Televiziune
| An        | Titlu                                                  | Rol                                                                                                  | Note |
| --------- | ------------------------------------------------------ | --- | --- |
| 1977      | The Richard Pryor Show                                 | Man with bad arm John Brownstein Defense attorney Archeologist Shopper Titanic survivor Voice of gun | Writer |
| 1977      | Laugh-In                                               | | |
| 1977      | Eight is Enough                                        | | Episodul: "The Return of Auntie V" |
| 1978      | Happy Days                                             | Mork                                                                                                 | Episodul: "My Favorite Orkan" |
| 1978      | America 2-Night                                        | Jason Shine                                                                                          | Episoadele: "Jason Shine" and "Olfactory Distosis Telethon" |
| 1978–1982 | Mork & Mindy                                           | Mork                                                                                                 | 92 episoade Golden Globe Award for Best Actor – Television Series Musical or Comedy (won in 1979, Nominalizare in 1980) Nominalizare – Primetime Emmy Award for Outstanding Lead Actor – Comedy Series |
| 1979      | Happy Days                                             | Mork                                                                                                 | Episodul: "Mork Returns" |
| 1979      | Out of the Blue                                        | | Episodul: "Random's Arrival" |
| 1981      | Saturday Night Live                                    | Rolul său                                                                                            | Host / Various characters |
| 1982      | The Billy Crystal Comedy Hour                          | Rolul său                                                                                            | Episodul: #1.1 |
| 1982      | Faerie Tale Theatre                                    | Frog / Prince Robin                                                                                  | Episodul: "Tale of the Frog Prince" |
| 1982      | SCTV Network 90                                        | Various characters                                                                                   | Episodul: "Jane Eyrehead" |
| 1984      | Saturday Night Live                                    | Rolul său                                                                                            | Host / Various characters |
| 1984      | Pryor's Place                                          | Gaby                                                                                                 | Episodul: "Sax Education" |
| 1986      | Saturday Night Live                                    | Rolul său                                                                                            | Gazdă / Diverse personaje |
| 1986      | The Max Headroom Show                                  | Rolul său                                                                                            | Episodul: "Max Headroom's Giant Christmas Turkey" |
| 1988      | Saturday Night Live                                    | Rolul său                                                                                            | Host / Various characters |
| 1988      | Wogan                                                  | Rolul său                                                                                            | |
| 1990      | The Earth Day Special                                  | Everyman                                                                                             | |
| 1991      | Wogan                                                  | Rolul său                                                                                            | |
| 1991      | A Wish For Wings That Work (Vreau să zbor)             | The Kiwi                                                                                             | Rol de voce Credited as Sudy Nim |
| 1992      | The Larry Sanders Show                                 | Rolul său                                                                                            | Episodul: "Hank's Contract" |
| 1994      | Homicide: Life on the Streets                          | Robert Ellison                                                                                       | Episodul: "Bop Gun" Nominalizare – Primetime Emmy Award for Outstanding Guest Actor – Drama Series |
| 1994      | Live & Kicking                                         | Rolul său                                                                                            | |
| 1994      | The Larry Sanders Show                                 | Rolul său                                                                                            | Episodul: "Montana" |
| 1994      | Nyhetsmorgon                                           | Rolul său                                                                                            | Episodul: "Filmen 'Mrs. Doubtfire' svensk premiär" |
| 1994      | In the Wild                                            | Rolul său                                                                                            | Episodul: "In the Wild: Dolphins with Robin Williams" |
| 1995      | Primer Plano                                           | Rolul său                                                                                            | |
| 1996      | American Masters                                       | Rolul său                                                                                            | Episodul: "Take Two: Mike Nichols and Elaine May" |
| 1996      | Primer Plano                                           | | |
| 1996      | HBO First Look                                         | Rolul său                                                                                            | Episodul: "Fathers Day" |
| 1997      | Friends (Prietenii tăi)                                | Tomas                                                                                                | Episodul: #3.24 "The One with the Ultimate Fighting Champion" - Nemenționat |
| 1998      | Nyhetsmorgon                                           | Rolul său / Sean Maguire                                                                             | Episodul: "Filmen Good Will Hunting" |
| 1998      | Hollywood Squares                                      | Rolul său                                                                                            | |
| 1998      | Noel's House Party                                     | Rolul său                                                                                            | Episodul: #8.10 |
| 1999      | L.A. Doctors (Doctori în Los Angeles)                  | Hugo Kinsley                                                                                         | Episodul: "Just Duet" |
| 2000      | Whose Line Is It Anyway?                               | Rolul său                                                                                            | Episodul: #3.9 |
| 2001      | Inside the Actors Studio                               | Rolul său                                                                                            | Episodul: #7.14 |
| 2002      | Comedy Central Canned Ham                              | Rolul său                                                                                            | Episodul: "Death to Smoochy" |
| 2002      | Leute heute                                            | Rolul său                                                                                            | |
| 2002      | Supermarket Sweep                                      | Rolul său                                                                                            | |
| 2003      | Player$                                                | Rolul său                                                                                            | Episoadele: "E3 03, Playa" and "Players Halloweenie Televizzie" |
| 2003      | Freedom: A History of Us                               | Josiah Quincy Ulysses S. Grant Missouri farmer Wilbur Wright Orville Wright                          | Episoadele: "Wake Up America", "A War to End Slavery", "Liberty for All", and "Safe for Democracy" |
| 2003      | Life With Bonnie                                       | Kevin Powalski                                                                                       | Episodul: "Psychic" |
| 2004      | This Hour Has 22 Minutes                               | Rolul său                                                                                            | |
| 2005      | Just For Laughs                                        | Rolul său                                                                                            | |
| 2006      | Extreme Makeover: Home Edition                         | Rolul său                                                                                            | |
| 2006      | Mind of Mencia                                         | Rolul său                                                                                            | Episodul: "That's Fucking Historical" |
| 2006      | Getaway                                                | Rolul său                                                                                            | Episodul: #15.15 |
| 2008      | American Idol                                          | Ivan "Bob" Poppanoff the "Russian Idol" / Rolul său                                                  | Episoadele: "Idol Gives Back" and "Live Results Show: One Contestant Eliminated" |
| 2008      | Law & Order: Special Victims Unit                      | Merritt Rook                                                                                         | Episodul: "Authority" Nominalizare – Primetime Emmy Award for Outstanding Guest Actor – Drama Series                                                                                                   |
| 2009      | SpongeBob SquarePants (Buretele Bob Pantaloni Pătrați) | Rolul său                                                                                            | Episodul: "Truth or Square" |
| 2009      | TV Land Moguls                                         | Rolul său                                                                                            | Episodul: "The 80s" |
| 2010      | Alan Carr Chatty Man                                   | Rolul său                                                                                            | |
| 2010      | Pentagon Channel commercial                            | Rolul său                                                                                            | |
| 2011      | Curiosity                                              | Rolul său                                                                                            | Episodul: "Your Body on Drugs" |
| 2012      | Wilfred                                                | Dr Eddy / Rolul său                                                                                  | Episodul: "Progress" |
| 2012      | Louie                                                  | Rolul său                                                                                            | Episodul: "Barney/Never" |
| 2013–2014 | The Crazy Ones                                         | Simon Roberts                                                                                        | 22 episoade Nominalizare—Critics' Choice Television Award for Best Actor in a Comedy Series |

## Legături externe
- Filmografia lui Robin Williams la Internet Movie Database
- Robin Williams la CineMagia